# 阿波地大輔
阿波地 大輔（あわじ だいすけ、1932年2月6日 - 1994年10月29日）は、日本の俳優。兵庫県出身。師匠は時代劇俳優の近衛十四郎。

## 来歴・人物
長身でがっしりとした体格・切れ長の細い目という風貌から、悪役を主力として主に東映のやくざ映画や時代劇を中心に出演・活躍していたが、見かけによらないひょうきんな人物の役柄でも有名。
1994年10月29日に急死。62歳没。

## 出演作品

### 映画
- 柳生武芸帳シリーズ（東映）
  - 柳生武芸帳 夜ざくら秘剣（1961年、東映）- 弓削三太夫[2]
  - 柳生武芸帳 柳生一番勝負 無類の谷（1961年、東映）- 天堂梅軒
  - 柳生武芸帳 片目水月の剣（1963年、東映）- 小梅甚九郎
  - 柳生武芸帳 剣豪乱れ雲（1963年、東映）- 花左衛門
- 天草四郎時貞（1962年、東映）- 常吉
- 宮本武蔵 般若坂の決斗（1962年、東映）- 仲間の牢人
- 忍者秘帖 梟の城（1963年、東映）- 上野の鹿次
- 伊賀の影丸（1963年、東映）- 十兵衛
- 関の弥太っぺ（1963年、東映）- 小神楽の大七
- 中仙道のつむじ風（1963年、東映）
- 大喧嘩（でいり）（1964年、東映）- 桃井の弥八
- 忍法忠臣蔵（1965年、東映）- 月ノ輪求馬
- やくざGメン 明治暗黒街（1965年、東映）- 手裏剣の松
- 沓掛時次郎 遊侠一匹（1966年、東映）- 磯目の鎌吉
- 大忍術映画ワタリ（1966年、東映）- ヨサメ
- 兄弟仁義シリーズ（東映）
  - 兄弟仁義（1966年、東映）- 赤蟹の寅七
  - 続兄弟仁義（1966年、東映）- 川島竹造
  - 兄弟仁義 関東命知らず（1967年、東映）- 石黒寅吉
- 一心太助 江戸っ子祭り（1967年、東映）- 寅吉
- 男涙の破門状（1967年、東映）- 伊達丑五郎
- 博奕打ちシリーズ（東映）
  - 博奕打ち 不死身の勝負（1967年、東映）- 忠孝政
  - 博奕打ち 流れ者（1970年、東映）- 川島常七
  - 博奕打ち いのち札（1971年、東映）- 竹内
- 極悪坊主（1968年、東映）- 黒川半助
- 緋牡丹博徒シリーズ（東映）
  - 緋牡丹博徒（1968年、東映）- 毒イチゴ
  - 緋牡丹博徒 花札勝負（1969年、東映）- 金原の子分・フランネル
- 妖艶毒婦伝 般若のお百（1968年、東映）- 甚吉
- 極道シリーズ（東映）
  - 待っていた極道（1969年、東映）- 品川
  - 旅に出た極道（1969年、東映）- 呉
- 渡世人列伝（1969年、東映）- ツルハシ
- 監獄人別帳（1970年、東映）- 関森
- 女渡世人（1971年、東映）- 蛭田
- 日本侠客伝 刀（1971年、東映）- 北海熊
- 傷だらけの人生（1971年、東映）- 黒川元一
- 日本悪人伝（1971年、東映）- 守屋敏男
- 男の代紋（1972年、東映）- おけら松
- 日蔭者（1972年、東映）- 栗原組組員
- 三池監獄　兇悪犯（1973年、東映） - 熊勝
- やくざ対Gメン 囮（1973年、東映） - 玉村鉄也
- 山口組三代目（1973年、東映）- 中本虎一
- 仁義なき戦いシリーズ （東映）
  - 仁義なき戦い 代理戦争（1973年、東映） - 小森安吉
  - 仁義なき戦い 頂上作戦（1974年、東映） - 前島幸作
  - 仁義なき戦い 完結篇（1974年、東映） - 近藤新一
  - 新仁義なき戦い 組長最後の日（1976年、東映）- 若衆B
  - その後の仁義なき戦い（1979年、東映）- 客A
- 悪名 縄張荒らし（1974年、東映）- 因島の用心棒
- 山口組外伝 九州進攻作戦（1974年、東映）- 高須組組員
- 実録飛車角 狼どもの仁義（1974年、東映）- 馬丁A
- 日本任侠道 激突篇（1975年、東映）- 秋村兵吾
- 日本暴力列島 京阪神殺しの軍団（1975年、東映）- 関口一夫
- 暴力金脈（1975年、東映）- 三宅政治
- 強盗放火殺人囚（1975年、東映）- 出水源一
- 実録外伝 大阪電撃作戦（1976年、東映）- 根津義男
- 沖縄やくざ戦争（1976年、東映）- 猪木明
- 広島仁義 人質奪回作戦（1976年、東映）- 古川
- 日本の首領シリーズ（東映）
  - やくざ戦争 日本の首領（1977年、東映）- 小林功
  - 日本の首領 野望篇（1977年、東映）- 吉田晴夫
- 北陸代理戦争（1977年、東映）- 守田一夫
- 日本の仁義（1977年、東映）- 入江昌夫
- ドーベルマン刑事（1977年、東映）- 下川誠
- 仁義と抗争（1977年、東映）- 白石孝雄
- 宇宙からのメッセージ （1978年、東映 / 東北新社 / 東映太秦映画村）
- 柳生一族の陰謀（1978年、東映）- 侍
- 沖縄10年戦争（1978年、東映）- 警官A
- 赤穂城断絶（1978年、東映）- 侍
- 真田幸村の謀略（1979年、東映）- 牢人団
- 徳川一族の崩壊（1980年、東映）- 公家侍
- 戒厳令の夜（1980年、東宝）
- 炎のごとく（1981年、東映）- 五合の竹
- 必殺4 恨みはらします（1987年、松竹）- 不動
- ブラック・レイン（1989年、パラマウント映画）- 大橋の部下B
- 極道の妻たち 最後の戦い（1990年、東映）

### テレビドラマ
- 銭形平次（CX / 東映）
  - 第37話「十手飛脚」（1967年） - 日心
  - 第95話「一本の命綱」（1968年） - 梶川宗兵衛
  - 第150話「謎の供養料」（1969年） - 定五郎
  - 第162話「金魚殺人事件」（1969年） - 篠原作兵ヱ
  - 第174話「神かくし」（1969年） - 源太
  - 第198話「大外れ壱番富」（1970年） - 岩田甚九郎
  - 第223話「ふたつの顔の女」（1970年） - 大江
  - 第252話「地獄街道」（1971年） - 用心棒
  - 第287話「宿場のつむじ風」（1971年） - 馬追いの𠮷松
  - 第312話「涙の十手」（1972年） - 浪人
  - 第328話「小りんざんげ」（1972年） - 源七
  - 第348話「初春押しかけ女房」（1973年） - 音吉
  - 第364話「泣くな八五郎」（1973年） - 鮫島伊十郎
  - 第402話「父と子と」（1974年） - 仙蔵
  - 第427話「きつね女」（1974年） - 浪人
  - 第447話「からくり仇討」（1974年） - 紋次
  - 第455話「深川なさけ唄」（1975年） - 菊松
  - 第552話「包丁がらす」（1976年） - 黒兵ヱ
  - 第726話「命を賭けた訴え」（1980年） - 丑松
  - 第729話「小町娘と鬼の親」（1980年） - 松田大三郎
  - 第751話「魚河岸の暴れん坊」（1980年）　- 辰三
  - 第814話「妻からの告発」（1982年） - 清次
  - 第840話「なさぬ仲」（1983年） - 用心棒
- 新吾十番勝負 第27話「剣に花を」（1967年、TBS / 松竹テレビ室）- 大場弥五郎
- 仮面の忍者 赤影（kTV  / 東映）
  - 第1部「金目教編」（1967年）- 朧一貫
  - 第4部「魔風編」（1967年）- 血汐将監
- 素浪人 月影兵庫 （NET / 東映）
  - 第6話「宿場は泣いていた」（1965年） - 鯖江主水
  - 第40話「おヘソが苦労の種だった」（1967年）
  - 第73話「星の数ほどふられていた」（1968年）
  - 第100話「尼さん酒をのんでいた」（1968年）
- 野次馬がいく 第10話「怒れ!下っ端」（1968年、NET / 東映）
- 素浪人 花山大吉（1969年 - 1970年、NET / 東映）
  - 第1話「世のなか上には上がいた」
  - 第12話「親子がカモを探していた」
  - 第26話「お化けを肴に飲んでいた」
  - 第31話「狂った奴ほど強かった」
  - 第47話「夜になるほど強かった」
  - 第61話「姐ちゃんヤクザは凄かった」
  - 第79話「痴漢に間違われてバカを見た」
  - 第94話「お墓に小判が眠っていた」
  - 第101話「売り出しすぎてベソかいた」
- 花のお江戸のすごい奴 第8話「お前は誰だ」（1969年、CX / 東映）
- 水戸黄門（TBS / C.A.L） 
  - 第1部 第17話「人情喧嘩そば」（1969年11月24日）- 死神の五郎蔵
  - 第2部 第17話「縄張荒らし」（1971年1月18日）- 佐渡屋の子分
  - 第4部
    - 第19話「七人の暗殺者」（1973年5月28日）- 天草六郎太
    - 第30話「御用金強奪事件」（1973年8月13日） - 浪人

  - 第5部 第14話「妖怪の仇討」（1974年7月1日） - 宇能道場の四天王
  - 第6部
    - 第14話「弥七二人旅」（1975年6月30日）- 岩五郎の用心棒
    - 第21話「ど根性河内節」（1975年8月18日）- 高橋屋の用心棒

  - 第7部 第1話「水戸から消えた黄門さま」（1976年5月24日） - 白坂屋の用心棒（ノンクレジット）
  - 第9部 第10話「風雲久保田城」（1978年10月9日）- 熊市
  - 第10部 第20話「名工二代志野茶碗」（1979年12月24日）- 三田村
  - 第17部
    - 第15話「南国土佐のいごっそ女房」（1987年12月7日） - 刺客
    - 第23話「黄門様の占い縁結び」（1988年2月1日）- 寅五郎の子分

  - 第18部
    - 第5話「恐怖の釣り天井」（1988年10月10日）- 猪之助
    - 第12話「非情の猿面暗殺団」（1988年11月28日） - ましゅら党一味
    - 第28話「印籠盗んだ女掏摸」（1989年3月27日）

  - 第19部 第14話「恩讐越えた一刀彫」（1989年12月25日） - 藤次
  - 第20部
    - 第22話「酔どれ幸助涙の仇討ち」（1991年4月8日） - 蝮の寅蔵
    - 第43話「男意気次の離縁状」（1991年9月2日） - 羽賀

  - 第21部
    - 第6話「秘伝運んだ孫娘」（1992年5月11日） - 土田の権造
    - 第15話「拾った赤子は若君様」（1992年7月13日） - 鉄蔵
    - 第26話「鬼が仕組んだ姥捨山」（1992年9月28日） - 牢名主

  - 第22部
    - 第11話「弟思いのあほんだら兄貴」（1993年7月26日）- 久宝寺の五郎蔵
    - 第23話「悪計暴いた備前焼」（1993年10月18日） - 明神岳の親分
    - 第30話「黄金の島の鬼退治」（1993年12月6日） - 荒神一家の用心棒
- 大坂城の女 （1970年、CX / 東映）
  - 第2話「許されざる恋」 - 菊造
  - 第3話「二人だけの天守閣」 - 菊造
  - 第30話「幼君国松の母」 - 忍者さそり
- 遠山の金さん捕物帳 （NET / 東映）
  - 第15話「こんど殺される男」（1970年）- 胴元
  - 第31話「よみがえらせた女」（1971年）- 浪人
  - 第83話「虎に化けた男」（1972年） - 北川
  - 第93話「虎が惚れた女」（1972年） - 六太
  - 第100話「殿様には向かない男」（1972年） - 槍使い（ノンクレジット）
  - 第124話「水もしたたる男」（1972年）
  - 第151話「面をかぶった男」（1973年）- 武士
- 燃えよ剣　第7話「鬼の通る町」（1970年、NET / 東映）- 倒幕浪士
- 柳生十兵衛 第24話「サムライ」（1970年、CX / 東映）
- 紅つばめお雪 第5話「鬼さんどなた」（1970年、NET / 東映）
- 清水次郎長（1971年、CX / 東映）
  - 第14話「もっとやれ!夫婦喧嘩」
  - 第33話「小判の忘者を叩き斬れ」
- さむらい飛脚 第11話「もの言わぬ美女」（1971年、NET / 東映）
- 徳川おんな絵巻 第46話「生きていた霊魂」（1971年、CX / 東映）
- 軍兵衛目安箱 第5話「百万人の声」（1971年、NET / 東映）
- 世なおし奉行（1972年、NET）
  - 第10話「夕日の宿場」
  - 第15話「赤い谷の恐怖」
- 隼人が来る（CX / 東映）
  - 第2話「花吹雪抜刀流」（1972年）
  - 第14話「あばれ若君」（1973年）
- 地獄の辰捕物控（NET / 東映）
  - 第1話「千羽鶴が泣いている」（1972年）
  - 第15話「憎しみの果てに朝が来る」（1973年）
- 素浪人 天下太平 第16話「子を取ろ子取ろの悪の里」（1973年、NET / 東映）
- いただき勘兵衛 旅を行く 第5話「小判の夢が散ったとさ」（1973年、NET / 東映）
- 新選組 第10話「大坂天満橋の襲撃」（1973年、CX / 東映）
- 眠狂四郎 第17話「岡っ引きどぶが来た」（1973年、CX / 東映）
- ご存知遠山の金さん 第4話「竜の首が恋をした」（1973年、NET / 東映）
- 江戸を斬る（TBS / C.A.L）
  - 江戸を斬る 梓右近隠密帳
    - 第14話「忠長卿謀叛」（1973年）
    - 第18話「大奥に挑む」（1974年）- 日置
    - 第22話「闇のなかの狼」（1974年）

  - 江戸を斬るII
    - 第16話「燃える牢獄」（1976年）- 牢番
    - 第22話「恐怖の黒い狼」（1976年）

  - 江戸を斬るIII 第6話「すった財布が縁結び」（1977年2月21日）
  - 江戸を斬るV 第3話「雛祭り娘目明し初手柄」（1980年）- 浪人
  - 江戸を斬るVII 第13話「藤の花の殺意」（1987年）- 寅松
- ぶらり信兵衛 道場破り 第15話「泣くな又平」（1974年、CX / 東映）
- 座頭市物語 第3話「祥月命日いのちの鐘」（1974年、CX / 勝プロダクション）
- 次郎長三国志 第5話（1974年、NTV）
- 影同心II（TBS / 東映）
  - 第1話「影の裁きは菊一輪」（1975年）
  - 第2話「つぼみで落ちた白い菊」（1975年）
  - 第4話「風にりんどう小紫」（1975年）
  - 第11話「（秘）能舞台鬼の花道」（1975年）
  - 第13話「進学塾（秘）甘い罠」（1976年）
- 十手無用 九丁堀事件帖 第2話「わらを掴んだ女」（1975年、NTV / 東映）
- 賞金稼ぎ 第2話「皆殺しのバラード」（1975年、NET / 東映）- 戸塚
- 斬り抜ける 第10話「女が炎になるとき」（1974年12月5日、ABC / 京都映画撮影所）
- 桃太郎侍 （NTV / 東映）
  - 第4話「甘くて苦い恋弁当」（1976年） - 雷門の善八
  - 第78話「すずめの目明し志願」（1978年）- 辰吉
  - 第154話「お救い小屋の山猫娘」（1979年） - 九鬼の家臣
- 必殺シリーズ（ABC / 松竹）
  - 必殺仕業人 第22話「あんた、この迷惑をどう思う」（1976年）- 吉次
  - 新・必殺仕事人
    - 第1話「主水腹が出る」（1981年）- 中田軍兵衛
    - 第49話「主水三味線にビクビクする」（1982年）- 鬼吉

  - 必殺渡し人 第7話「お化け屋敷で渡します」（1983年）- 六
  - 必殺まっしぐら! 第9話「相手は名古屋の暗殺剣」（1986年）- 大男
  - 必殺仕事人V・旋風編 第9話「主水、りつ、ラブホテルに行く」（1987年）- 矢源太
  - 必殺仕事人V・風雲竜虎編 第7話「主水の刀を研ぐ男」（1987年）- 大覚
  - 必殺スペシャル・春一番 仕事人、京都へ行く 闇討人の謎の首領!（1989年）- 雲海
  - 必殺仕事人・激突! 第13話「夢次、見合いする!?」（1992年）- 荒岩
- 夫婦旅日記 さらば浪人 第1話「雨あがる」（1976年、CX / 勝プロダクション）
- 五街道まっしぐら! 第3話「暗闇に光る眼」（1976年、NET / 東映）
- 遠山の金さん 杉良太郎版 （NET/東映）
  - 第28話「折鶴の謎を追え!!」（1976年） - 用心棒
  - 第41話「今ひとたびの青春に哭け‼」（1976年）
  - 第51話「夕陽に燃えた必殺剣」（1976年）
  - 第65話「りんどう花が嵐を呼んだ」 (1977年)
  - 第80話「八丁堀佐渡情話」（1977年）
- お耳役秘帳 第17話「お耳役狩り」（1976年、関西テレビ / 松竹）
- 暴れん坊将軍（ANB / 東映）
  - 吉宗評判記 暴れん坊将軍（1978年 - 1982年）- め組の若い衆 常
  - 暴れん坊将軍II（1983年 - 1987年）- め組の若い衆 常
  - 暴れん坊将軍III
    - 第20話「からくり盗っ人街道」（1988年）- お金の亭主
    - 第37話「魔性の女の涙雨」（1988年）- 蟹助
    - 第45話「吉宗無情、寒菊は語らず!」（1988年）- 五郎次
    - 第63話「散るは希郷はぐれ花!」（1989年）- 弁天岩
    - 第79話「命を賭けた女子駅伝」（1989年）- 桜井十兵衛
    - 第90話「花嫁の父は殺人者!?」（1989年）- 崎山兵馬
    - 第97話「将軍琉球へ渡る 天下分け目の決闘」（1990年）- 500回スペシャルでの友情出演

  - 暴れん坊将軍IV
    - 第6話「天晴れ!孝行息子に名裁き」（1991年）- 浅井
    - 第16話「女賞金稼ぎ、江戸を斬る!」（1991年）- 仙吉
    - 第25話「母恋い飛脚」（1991年）- 浪人
    - 第48話「春一番! 天狗の子がやって来た」（1992年）- 浪人
    - 第62話「花婿新さん 晴れ姿日本一!」（1992年）- 祝十蔵

  - 暴れん坊将軍V
    - 第1話「大雪原の血煙り、吉宗を愛した復讐鬼!」（1993年）- 穴吹の配下
    - 第16話「おんな事件屋、江戸を斬る!」（1993年）- 瀬尾彦四郎
- 大岡越前（TBS / C.A.L）
  - 第5部
    - 第14話「将軍様の人情裁き」（1978年）- 伝次
    - 第16話「通りやんせ」（1978年）

  - 第6部 第1話「大岡越前」（1982年）
  - 第8部 第1話「大岡越前」（1984年）
  - 第10部
    - 第2話「巷の噂を買う女」（1988年）
    - 第25話「亡霊に狙われた男」（1988年）- 完平

  - 第12部  第17話「地獄の淵に咲いた恋」（1991年）- 小梅の貫兵衛
- 疾風同心 第6話「女狐おぎん」（1978年、東京12チャンネル / C.A.L）- 政吉
- 赤穂浪士（1979年、ANB / 東映）
  - 第28話「仇討ちへの門出」
  - 第29話「脱落する青春」
- 大江戸捜査網（東京12チャンネル / 三船プロダクション）
  - 第320話「長屋を襲う二万坪の陰謀」（1979年）
  - 第355話「夫婦飛脚の子守歌」（1980年）
  - 第381話「花嫁絶唱お父っつあんの唄」（1981年）
  - 第438話「待ったなし!二万両の王手」（1982年）
- 長七郎天下ご免!（ANB / 東映）
  - 第42話「暗殺!死を賭けた友情」（1980年）- 井本
  - 第64話「春雪八丁ぼり情話」（1981年）- 牛松
  - 第97話「江戸しぐれ おかめの涙」（1981年）- 伝六
- 影の軍団シリーズ（関西テレビ / 東映）
  - 服部半蔵 影の軍団
    - 第1話「虎は嵐に爪をとぐ」（1980年）
    - 第26話「魔境・呪いの横笛」（1980年）- 鬼丸

  - 影の軍団II 第9話「呪われた抱擁」（1981年）
  - 影の軍団III（1982年）
    - 第1話「二つの顔の男」
    - 第13話「女相続人の秘密」
    - 第26話「さらば! 影の軍団」
- 悪党狩り 第2話「八丁堀無情」（1980年、東京12チャンネル / 松竹）
- プロハンター 第4話「ワニを連れた女」（1981年、NTV / セントラルアーツ）
- 源九郎旅日記 葵の暴れん坊 （1982年、ANB / 東映）
  - 第12話「黒潮、むぎ酒虎目付」
  - 第32話「神のお告げの夢おんな」- 定八
- 柳生十兵衛あばれ旅 第1話「風雲渦巻く中仙道」（1982年、ANB / 東映）
- 松平右近事件帳（NTV / ユニオン映画）
  - 第35話「とどけ・涙の叫び」（1982年）- 徳之市
  - 新・松平右近 第9話「涙に消えた母の影」（1983年） - 望月左内
- 時代劇スペシャル（CX）
  - 隠密くずれⅢ 消えた大名行列（1983年） - 弥平太
  - 鼠小僧次郎吉 必殺の白刃（1983年）
  - 花隠密（1983年）
  - 花笛伝奇（1983年、俳優座映画放送 / 映像京都）
  - 地獄の左門十手無頼帖 女菩薩供養（1983年、東映）
  - 隠密くずれⅣ 変幻くノ一黄金城の秘密（1983年、東映）
- 長七郎江戸日記（NTV / ユニオン映画） 
  - 第1シリーズ 第16話「仇打ち免許状」（1984年）- 檜垣
  - 第2シリーズ
    - 第15話「三途の橋」（1988年）
    - 第23話「霊験あらたか」（1991年） - 熊八

  - 第3シリーズ 第37話「鉄火芸者の心意気」（1991年）- 伴助
- 京都マル秘指令 ザ新選組 第9話「脅追 9　名僧を釜ゆでにするぞ!」（1984年、朝日放送 / 松竹）
- 傑作時代劇 第15話「雲霧仁左衛門 江戸編 顔のない盗賊」（1987年、ANB / 東映）
- 三匹が斬る!シリーズ（ANB / 東映）
  - 三匹が斬る!
    - 第2話「花一輪、雨も上がるか中山道」（1987年）
    - 第12話「信濃路は、鯉や鯉やで恋わずらい」（1987年）- 手代

  - 続続・三匹が斬る! 第18話「無理心中、娘十八怨み節」（1990年）- お常の亭主
  - また又・三匹が斬る! 第18話「妖刀乱魔!女の園で見た悪夢」（1991年）- 武士
- 徳川家康（1988年、TBS / 東映）- 安藤直次
- 名奉行 遠山の金さん（ANB / 東映）
  - 第1シリーズ
    - 第2話「女盗賊の三つの謎」（1988年） - 用心棒
    - 第15話「般若心経殺人事件」（1988年） - 六助

  - 第2シリーズ
    - 第7話「暗闇に一輪桜小僧」（1989年） - 一座の者
    - 第10話「花火が見ていた悪の顔」（1989年） - 伝蔵
    - 第20話「（秘）大奥の女殺人者」（1989年） - 藤兵衛の子分

  - 第3シリーズ
    - 第6話「謎の千両!二つの顔の真犯人」（1990年） - 権八
    - SP3「江戸は燃えているか! 加賀百万石の陰謀」（1990年） - 船頭
    - 第18話「奉行に悪女の罠!」（1991年） - ふか七

  - 第4シリーズ
    - 第2話「金さんの隠し子!?」（1991年） - ごろんぼ
    - 第16話「天誅暗殺団を狙う美人芸者」（1992年） - 宗田幽玄
    - 第23話「恐怖の稲妻!消えた暗殺者」（1992年） - お相撲竹

  - SP６ 「江戸城転覆! 覗かれた赤毛の女」（1992年） -浪人
  - 第5シリーズ
    - 第6話「涙の仇討!二度裏切られた女」（1993年） - 六助
    - 第11話「公金を横領した武士の妻」（1993年） - 鬼八
    - 第29話「満月の夜に人妻が襲われる!」（1993年） - 鮫三
    - 第30話「恐怖! 地震があばいた悪の顔」（1993年） - 川藤
- 京都サスペンス(2) 第7回「曲水の宴・華やかな殺意」（1988年、関西テレビ / 東映）
- 坂本龍馬（1989年、TBS / 東映）
- 翔んでる!平賀源内 第12話「天下一品南蛮揚げ」（1989年、TBS / C.A.L）
- 八百八町夢日記 （1989年、NTV / ユニオン映画）
  - 第1シリーズ
    - スペシャル「夢を追って」
    - 第9話「我が子を思いて」 - 久助

  - 第2シリーズ 第31話「女泥棒の悪い癖」 - 月山
- 喧嘩安兵衛 決闘高田ノ馬場（1989年7月1日、NTV）
- 宮本武蔵（1990年、テレビ東京 / 東映）
- 新吾十番勝負（1990年、ANB / 東映）
- 付き馬屋おえん事件帳第1シリーズ 第5話「情が仇の暗闇始末」（1990年、テレビ東京 / 松竹）
- 怪傑黒頭巾（1990年、TBS）
- 将軍家光忍び旅 （ANB / 東映）
  - 将軍家光忍び旅 第8話「母恋い街道小さな目撃者」（1990年）- 春日
  - 将軍家光忍び旅II 第15話「小諸城の危機、偽将軍と偽殿様」（1992年）- 牢名主
- 柳生武芸帳（松方弘樹主演版）（NTV）
  - 第1話（1990年4月2日）
  - 第5話「十兵衛あばれ旅 伊達六十二万石の陰謀」（1992年4月8日）
- あばれ八州御用旅（テレビ東京 / ユニオン映画）
  - 第1シリーズ 第1話「国定忠治を斬れ！」（1990年）- 大男
  - 第2シリーズ 第23話「ご赦免花の咲く日迄」（1991年）- 坂田又十郎
- 平清盛（1992年、TBS / 東映）
- 刑事ガンさんシリーズ 第1話「京都葵祭り失踪事件」（1992年、TBS / 松竹）
- 鬼平犯科帳（CX / 松竹）
  - 第3シリーズ 第9話「雨隠れの鶴吉」（1992年）- 百蔵
  - 第4シリーズ 第11話「掻堀のおけい」（1993年）- 和尚の半平
  - 第4シリーズ 第13話 「老盗の夢」 （1993年）- 火前坊権七
- 闇を斬る!大江戸犯科帳 第21話「流人（るにん）の島から来た娘」（1993年、NTV / ユニオン映画）- 赤鬼の五郎蔵